# Elisejna
Elisejna (bulgariska: Елисейна) är ett distrikt i Bulgarien.   Det ligger i kommunen Obsjtina Mezdra och regionen Vratsa, i den västra delen av landet, 40 km norr om huvudstaden Sofia.
I omgivningarna runt Elisejna växer i huvudsak lövfällande lövskog. Runt Elisejna är det ganska glesbefolkat, med 43 invånare per kvadratkilometer.